# Bartramia subsymmetrica
Bartramia subsymmetrica là một loài rêu trong họ Bartramiaceae. Loài này được Cardot mô tả khoa học đầu tiên năm 1906.